# Iván Sánchez Aguayo
Iván Sánchez Aguayo (Campillo de Arenas, 23 de septiembre de 1992), más conocido como Iván Sánchez, es un futbolista español. Juega de centrocampista en el Sepahan S. C. de la Iran Pro League.

## Trayectoria
Nacido en Campillo de Arenas, inició su carrera futbolística en las categorías inferiores del Real Jaén C. F., hasta que en la campaña 2009-10 hizo su debut con el equipo filial, el Real Jaén C. F. "B". 
En la temporada 2010-11 fue ascendido al primer equipo Real Jaén C. F. que esa temporada compite en Segunda División B.
El 14 de julio de 2011 firmó un contrato de tres años con el Atlético de Madrid para jugar en el Atlético de Madrid "B". En julio de 2012 fue llamado por el entrenador Diego Simeone para hacer la pretemporada con el primer equipo, aunque una vez finalizada regresó al Atlético de Madrid "B". 
El 13 de junio de 2014 se unió al filial del U. D. Almería, U. D. Almería "B", que competía en el grupo IV de Segunda División B. El 5 de diciembre hizo su debut con el primer equipo en Copa del Rey, en la victoria a domicilio por 3-4 contra el Real Betis.
El 14 de junio de 2015, después de anotar 11 goles en el filial, fue definitivamente ascendido al primer equipo en ese momento en Segunda División. Hizo su debut en la categoría el 6 de septiembre, saliendo en la segunda mitad sustituyendo a Quique González en la victoria en casa por 2-1 contra el C. A. Osasuna.
Tras jugar en las filas del Albacete Balompié la segunda parte de la temporada 2016-17, en verano de 2017 se comprometió con el Elche C. F. Con el conjunto ilicitano logró ascender a la Segunda División y, tras jugar dos temporadas en la categoría, logró el ascenso a la Primera División en el partido disputado el 23 de agosto de 2020 frente al Girona F. C. con victoria por cero goles a uno en el Estadio Montilivi.
Días después de ese éxito, se marchó al Birmingham City F. C. de Inglaterra que entrenaba Aitor Karanka. Tras una temporada y media allí, el 31 de enero de 2022 salió cedido con opción de compra al Real Valladolid C. F., volviendo de este modo al fútbol español.
Tras finalizar la temporada, en la que se consiguió el ascenso a Primera División, el equipo castellano y leonés no ejecutó la opción de compra, pero el 28 de junio anunció su traspaso hasta 2024 con opción a continuar un año más. Según la prensa española, el acuerdo se cerró por 100 000 €. Dejó el club el 21 de julio de 2025 después de tres años y medio en los que disputó 114 encuentros y logró dos ascensos de categoría.
Un mes después de abandonar el conjunto vallisoletano, fichó por el Sepahan S. C. iraní.

## Estadísticas
- Actualizado a 18 de mayo de 2025.

| Temporada                | Club                     | Categoría                 | Liga  | Liga  | Copa  | Copa  | Fases Promoción | Fases Promoción | Total | Total |
| Temporada                | Club                     | Categoría                 | Part. | Goles | Part. | Goles | Part.           | Goles           | Part. | Goles |
| ------------------------ | ------------------------ | ------------------------- | ----- | ----- | ----- | ----- | --------------- | --------------- | ----- | ----- |
| 2010/11                  | Real Jaén C. F. "B"      | Primera División Andaluza | 10    | 2     | -     | -     | -               | -               | 10    | 2     |
| 2010/11                  | Real Jaén C. F.          | Segunda División B        | 27    | 1     | -     | -     | -               | -               | 27    | 1     |
| 2011/12                  | Atlético Madrid "B"      | Segunda División B        | 18    | 0     | -     | -     | -               | -               | 18    | 0     |
| 2012/13                  | Atlético Madrid "B"      | Segunda División B        | 29    | 4     | -     | -     | -               | -               | 29    | 4     |
| 2013/14                  | Atlético Madrid "B"      | Segunda División B        | 35    | 3     | -     | -     | 2               | 1               | 37    | 4     |
| 2014/15                  | U. D. Almería "B"        | Segunda División B        | 36    | 10    | -     | -     | 2               | 1               | 38    | 11    |
| 2015/16                  | U. D. Almería            | Segunda División          | 24    | 0     | 1     | 0     | -               | -               | 25    | 0     |
| 2016/17                  | U. D. Almería            | Segunda División          | 9     | 0     | 1     | 0     | -               | -               | 10    | 0     |
| 2016/17                  | Albacete Balompié        | Segunda División B        | 14    | 1     | -     | -     | 6               | 0               | 20    | 1     |
| 2017/18                  | Elche C. F.              | Segunda División B        | 17    | 1     | 5     | 0     | -               | -               | 22    | 1     |
| 2018/19                  | Elche C. F.              | Segunda División          | 36    | 7     | 1     | 0     | -               | -               | 36    | 7     |
| 2019/20                  | Elche C. F.              | Segunda División          | 36    | 1     | 3     | 0     | -               | -               | 39    | 1     |
| 2020/21                  | Birmingham City F. C.    | EFL Championship          | 40    | 2     | 1     | 0     | -               | -               | 41    | 2     |
| 2021/22                  | Birmingham City F. C.    | EFL Championship          | 2     | 0     | 1     | 0     | -               | -               | 3     | 0     |
| 2021/22                  | Real Valladolid C. F.    | Segunda División          | 12    | 2     | 0     | 0     | -               | -               | 12    | 2     |
| 2022/23                  | Real Valladolid C. F.    | Primera División          | 25    | 1     | 2     | 1     | -               | -               | 27    | 2     |
| 2023/24                  | Real Valladolid C. F.    | Segunda División          | 38    | 0     | 2     | 0     | -               | -               | 40    | 0     |
| 2024/25                  | Real Valladolid C. F.    | Primera División          | 32    | 2     | 3     | 0     | -               | -               | 35    | 2     |
| 2025/26                  | Sepahan S. C.            | Iran Pro League           | -     | -     | -     | -     | -               | -               | -     | -     |
| Total carrera desde 2010 | Total carrera desde 2010 | Total carrera desde 2010  | 440   | 37    | 20    | 1     | 10              | 2               | 470   | 40    |